# Jan de Boer (1955)
Jan de Boer (22 december 1955) is een Nederlands voormalig voetballer die uitkwam voor sc Heerenveen, Go Ahead Eagles en PEC Zwolle. Hij speelde als doelman.
De Boer was afkomstig uit Emmer-Compascuum waar hij bij VV C.E.C. speelde. Hij kwam in 1976 bij sc Heerenveen waar hij als reservedoelman fungeerde. In oktober 1979 werd De Boer voor enkele maanden uitgeleend aan PEC Zwolle. In het seizoen 1980/81 kwam hij via het onderlinge samenwerkingsverband tussen de clubs op huurbasis uit voor Go Ahead Eagles. In het seizoen 1983/84 ging hij voor de tweede keer naar PEC Zwolle. In 1984 verlengde Heerenveen zijn contract niet en keerde De Boer terug bij C.E.C. waar hij nog enkele jaren in het eerste team speelde.
De Boer speelde ook voor de Nederlandse jeugd amateurselecties en nam deel aan het Toulon Espoirs-toernooi.

## Carrièrestatistieken
| Seizoen         | Club            | Land            | Competitie      | Competitie | Competitie | Beker | Beker | Internationaal | Internationaal | Overig | Overig | Totaal | Totaal |
| Seizoen         | Club            | Land            | Competitie      | Wed.       | Dlp.       | Wed.  | Dlp.  | Wed.           | Dlp.           | Wed.   | Dlp.   | Wed.   | Dlp.   |
| --------------- | --------------- | --------------- | --------------- | ---------- | ---------- | ----- | ----- | -------------- | -------------- | ------ | ------ | ------ | ------ |
| 1980/81         | Go Ahead Eagles | Nederland       | Eredivisie      | 17         | 0          | 0     | 0     | 0              | 0              | 0      | 0      | 17     | 0      |
| 1983/84         | PEC Zwolle '82  | Nederland       | Eredivisie      | 1          | 0          | 0     | 0     | 0              | 0              | 0      | 0      | 1      | 0      |
| Carrière totaal | Carrière totaal | Carrière totaal | Carrière totaal | 18         | 0          | 0     | 0     | 0              | 0              | 0      | 0      | 18     | 0      |